# 雨宮潔
雨宮 潔（あめみや きよし、1958年 - ）は、日本の実業家。岡島代表取締役社長、静岡伊勢丹元代表取締役社長。

## 人物・経歴
1958年、山梨県生まれ。立教大学経済学部卒業。大学卒業後、株式会社伊勢丹に入社。リビング営業部、MD統括部などでの勤務を経て、伊勢丹相模原店長を務める。
2015年、静岡伊勢丹代表取締役社長に就任し、伊勢丹新宿本店と連動した商品企画やキャンペーンの開催を推進するなど、これまでのブランド依存型の商売から、生活スタイル提案型の店づくりを進めた。
2018年には、岡島代表取締役社長に就任。岡島は、創業1843年（天保14年）の山梨県甲府市に所在する老舗百貨店として知られる。地方では百貨店の閉店が続く百貨店冬の時代の中にあって、経営者として、2023年3月には甲府市の商業ビル「ココリ」への店舗移転を手掛け、跡地の再開発に着手するなど、時代に対応した改革を進めている。